# Hypertext Editing System
Hypertext Editing System (HES) は、1967年、ブラウン大学の アンドリーズ・ヴァン・ダム の指導のもと、テッド・ネルソンらが行った初期のハイパーテキスト研究プロジェクト。HES は先駆的なハイパーテキストシステムであり、データを「リンク」と「分岐するテキスト」で構成している。分岐するテキストは自動的にメニューを構成し、所定の領域内のポイントは「ラベル」と呼ばれる名前を持つことができ、その名前でスクリーン上でアクセスすることができる。

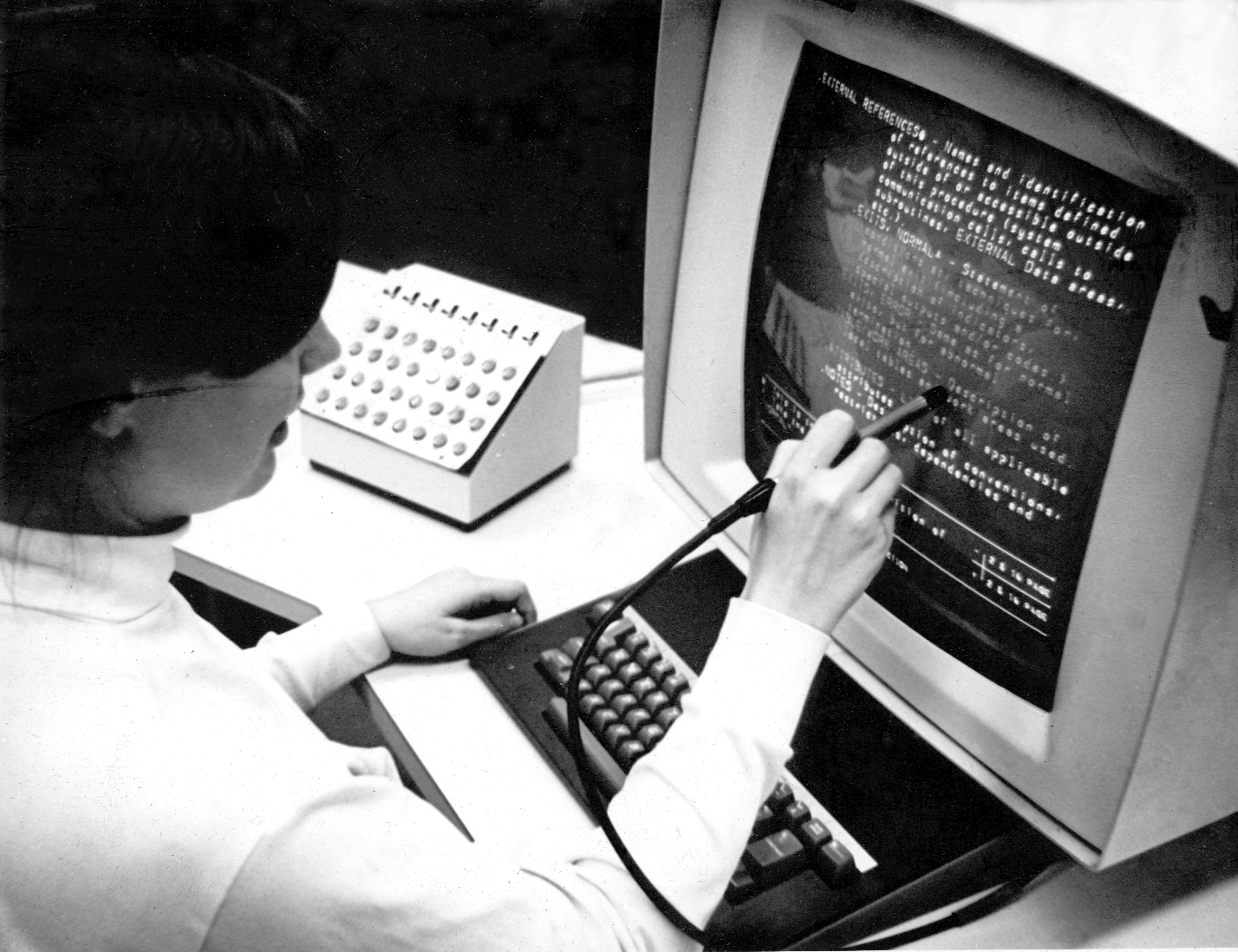
Hypertext Editing System (HES) IBM 2250 ディスプレイ・コンソール – ブラウン大学 1969年

HES は IBM System/360/50 メインフレームコンピュータ上で動作したが、この機種ではこのような革新的システムを動作させるのは非効率的だった。HES には様々な先駆的ハイパーテキスト要素が含まれているが、その重点課題はテキストの整形と印刷であった。HES の研究はIBMから資金提供を受けていたが、1969年ごろ研究は中止された。プログラムはNASAのヒューストン有人宇宙船センターでアポロ計画の文書作成に使われた（van Dam, 1988）。HES はその後 FRESS（en:File Retrieval and Editing System）プロジェクトに受け継がれた。

## Hypertext Editing System Report (Carmody et al. 1969) からの引用
このシステムは近い将来、利便性向上のために改良・適用されるだろう。ハイパーテキストの様々な機能を実現するサブプログラム群や新機能を追加するサブプログラム群が含まれる。
1. 複数の対話利用ユーザーを相手にするためのファイル管理の問題
2. テキストの属性を知るには、ユーザーがタイプするかライトペンを使えばよい。既存のプログラムで、ユーザーは属性判定の真理値関数やキーワード検索でテキストを検索することができる（たとえば、犬か猫に言及しているが、ハムスターには言及していない部分を探すなど）。これらキーワードの索引も自動的に生成可能である（既存のプログラムで）。
3. ユーザーは属性を注釈やラベルに割り当てることもできる。タグに割り当てる属性はシステムが恒久的に定義するもの（「文献目録」タグや「注釈」タグ）とユーザーが定義するものがある。システム定義のタグ属性は他の「文献目録設定」プログラムなどで利用される。全てのタグは属性によってインデックス付けされる。
スクリーン上でのハイパーテキストの自動的ルーティングや印刷時の自動順序選択など新たな機能の追加が考えられる。ユーザーはとりうる代替案を指定する。これはブッシュの「連想の航跡」とかエンゲルバートのトレイルマーカーに相当する。
4. 他にもユーザーの仕事を単純化したり明確化する様々な機能が考えられる。複数のウィンドウをスクリーン上に生成し、様々な文書を同時に表示して作業できるようになるだろう。例えば、ある文章をコピーして別の文書に埋め込むなどである。
ハイパーテキストが複雑化すると何をしているか見失う可能性がある。そこで我々は文書構造をグラフ的に表示する方法を考えている。部品の少ない状態のグラフは簡単に描けるが、数百のリンクを描くにはどうすべきだろうか？
5. ユーザー定義の操作モードの種類は増えていく。そこで活動状況レイアウトに戻る機能が必要となる。ウィンドウのレイアウトとしてはスタック状にして、必要なウィンドウが前面に表示されるようにする。
6. ブラウン大学で開発済みの Sketchpad プログラムと連結した拡張グラフィックス機能を追加する。
7. 編集履歴を保持し、文書の内容をその任意の時点の状態に戻す機能が考えられる。
8. 我々はライトペンよりも適したユーザーインターフェイスに強い関心を持っている。データタブレット、SRIのマウス、指でポイント可能な透過スクリーンなどが操作性向上をもたらすと思われる。テキスト編集ハードウェア向けの機器設計は今後重要な分野となる。
9. 長期的には、このようなシステムはあらゆるテキスト処理に使われるようになると見込まれる。ネルソン（Nelson, 1967）が主張するように印刷物を代替するようになるかどうかは予測できない。しかし、その実用性と有用性は明白である。